# Гармаш Олександр Наумович
Олександр Наумович Гарма́ш (25 грудня 1885, Бербениці — 14 серпня 1945, Табор, Чехословаччина) — український радянський живописець і педагог.

## Біографія
Народився 13 [25] грудня 1885 року в селі Бербеницях (тепер Миргородського району Полтавської області, Україна). 1911 року закінчив Київське художнє училище (майстерня Григорія Дядченка).
Впродовж 1912–1917 років викладав у Плукстській учительській гімназії (тепер Латвія); протягом 1920—1923 років викладав малювання на педагогічних курсах у селі Сенчі; у 1923–1924 роках викладав в Полтавській гімназії, школах Лохвиці; у 1924–1937 та 1940–1941 роках — школах Полтави. Протягом 1937–1940 років перебував на засланні. В роки німецько-радянської війни вивезений до Чехословаччини. Помер 14 серпня 1945 року в чеському місті Таборі.

## Творчість
Серед робіт:
портрети
- Ганни Карбаненко («Мрії», 1912);
- дружини (1914—1917);
- старого службовця (1914—1917);
- «Дядько Гордій» (1914—1917);
- «Баба Куциха» (1914—1917);
- невідомого (1929);
- вчительки Г. Й. Батієвської (1932);
- П. Батієвського (1935);

пейзажі
- «Весняна повінь на Двіні» (1914);
- «Селянська хата»;
- «Вітряк»;
- «Хата дідича Худолія».

У 1930-ті роки оформляв книжки.
Брав участь у мистецьких виставках.
Деякі роботи художника зберігаються у Бербеницькому краєзнавчому музеї.